# عین زیتون (استان ام بواقی)
عین زیتون (استان ام بواقی) (به عربی: عين الزيتون) یک شهرداری در الجزایر است که در استان ام‌البواقی واقع شده‌است.
 عین زیتون  ۵٬۹۹۳ نفر جمعیت دارد.